# SOV-sprog
Indenfor lingvistisk typologi er et subjekt–objekt–verbum (SOV)-sprog et sprog, hvori en sætnings subjekt, objekt og verbum (oftest) placeres i den rækkefølge. Hvis dansk var SOV så ville en sætning som "Daniel melon spiste" være gyldig, i modsætning til den gyldige sætning, "Daniel spiste melon". Betegnelsen bruges ofte for ergative sprog såsom adygeisk og baskisk som ikke har subjekter, men derimod har en agent–objekt–verbum-rækkefølge.
| Sprog | Spire Denne artikel om sprog er en spire som bør udbygges. Du er velkommen til at hjælpe Wikipedia ved at udvide den. |